# Navia scopulorum
Espèce
Classification phylogénétique
Statut de conservation UICN

 DD  : Données insuffisantes
Navia scopulorum est une espèce de plante de la famille des Bromeliaceae, endémique du Venezuela.

## Distribution
L'espèce est endémique de l'État de Bolívar au Venezuela.